# Polyeucta callimorpha
Polyeucta callimorpha är en fjärilsart som beskrevs av Oswald Beltram Lower 1894. Polyeucta callimorpha ingår i släktet Polyeucta och familjen praktmalar, Oecophoridae. Inga underarter finns listade i Catalogue of Life.